# Torneo Interbritannico 1923
Il Torneo Interbritannico 1923 fu la trentacinquesima edizione del torneo di calcio conteso tra le Home Nations dell'arcipelago britannico. Il torneo fu vinto dalla Scozia.

## Risultati
| Data            | Luogo         | Squadra 1   | Risultato | Squadra 2   |
| --------------- | ------------- | ----------- | --------- | ----------- |
| 21 ottobre 1922 | West Bromwich | Inghilterra | 2 - 0     | Irlanda     |
| 3 marzo 1923    | Belfast       | Irlanda     | 0 - 1     | Scozia      |
| 5 marzo 1923    | Cardiff       | Galles      | 2 - 2     | Inghilterra |
| 17 marzo 1923   | Paisley       | Scozia      | 2 - 0     | Galles      |
| 14 aprile 1923  | Glasgow       | Scozia      | 2 - 2     | Inghilterra |
| 14 aprile 1923  | Wrexham       | Galles      | 0 - 3     | Irlanda     |

## Classifica
| Pos | Squadra     | Pti | G | V | N | P | GF | GS |
| --- | ----------- | --- | - | - | - | - | -- | -- |
| 1   | Scozia      | 5   | 3 | 2 | 1 | 0 | 5  | 2  |
| 2   | Inghilterra | 4   | 3 | 1 | 2 | 0 | 5  | 2  |
| 3   | Irlanda     | 2   | 3 | 1 | 0 | 2 | 3  | 3  |
| 4   | Galles      | 1   | 3 | 0 | 1 | 2 | 2  | 7  |

## Vincitore
| Campione 1923 Scozia |